# Среднебелое (аэродром)
Среднебелое — недействующий военный аэродром (вертодром) в Ивановском районе Амурской области. Расположен приблизительно посредине между Благовещенском и Белогорском. Военный городок Среднебелое-2.

## Данные аэродрома
- Наименование — Среднебелое (Srednebeloye)
- Индекс аэродрома — ЬХИБ / XHIB
- Позывной (вышка 124.0 МГц) «Кодированный»
- ВПП 16/34
- Превышение 155 м
- Ширина — 38 м
- Длина — 500 м
- Круг полётов LL
- Покрытие — твёрдое (бетон)
- Освещение — нет

## История
Дата постройки аэродрома не известна и об его использовании в ранний период достоверной информации нет.
На аэродроме базировались:
- 28-я отдельная корректировочно-разведывательная авиационная эскадрилья — в годы ВМВ;
- 194-й гвардейский транспортный авиационный Брянский Краснознамённый полк в/ч 15474. Полк перелетел с аэродрома Галёнки Приморского края и дислоцировался на аэродроме Среднебелое семь лет, с 1953 по 1960 год, после чего полным составом был переведён в Фергану. На вооружении полка на тот момент были поршневые транспортные самолёты Ли-2. Вероятно, что аэродром после убытия полка был заброшен и не эксплуатировался.

- 825-й отдельный вертолётный полк в/ч 54902. Перебазирован 1968 году из Каунаса, (аэродром Алексотас, в н.в. известен как «S. Darius and S. Girėnas Airport», базируется спортивная авиация и музей авиации Литвы).

Полк перелетал своим ходом, перевозя техсостав и самое необходимое имущество на борту вертолётов, средства обеспечения были загружены и перевозились воинским эшелоном. Вертолёты сели в чистое поле, на месте своего будущего аэродрома. Это был один из двух известных, за всю историю вертолётной авиации в СССР, полковых перелётов почти через всю страну.
На момент перебазирования полк имел одну АЭ на Ми-8, одну АЭ на Ми-4 и две АЭ на Ми-6.
С этого полка, с его кадров и авиатехники, и началось формирование вертолётных подразделений армейской авиации Дальнего Востока.
На базе полка в 1968 году сформирована 332-я авиационная группа в/ч 22467 при 13-й отдельной десантно-штурмовой бригаде в Магдагачи. В 1978 году 332 АГ была разделена на 2 авиационных полка: 398 ТБВП в/ч 92592 — в Магдагачи, и 394 БВП в/ч 22647 — в Шимановске. Большая часть командного состава, как в вертолетных частях округа, так и в управлении войсковой авиации при 1-й ОДКВА были выходцами из 825-го и 319-го полков.
В 1982 году 825-й отдельный вертолётный полк передислоцирован на аэродром Гаровка под г. Хабаровск.
- 394-й боевой вертолётный полк (с 1994 — ОБВП БиУ), в/ч 22647, сформирован в 1978 году в г. Шимановск (Амурская обл.) из 332-й авиационной группы, в 1982 году передислоцирован на аэродром Среднебелое, на постоянное место дислокации.

Начиная с 1980 года, личный состав полка регулярно задействован для выполнения боевых задач в республике Афганистан, затем вертолётчики полка командировались в Чечню и Таджикистан.
В 2009 году 394-й ОБВП БиУ на аэродроме Среднебелое расформирован.
- Также в гарнизоне Среднебелое-2, начиная с 1 июля 1968 года дислоцировалась 71-я зенитно-ракетная бригада в/ч 01879.

## Современное состояние
Аэродром заброшен. 1 октября 2012 года последняя оставшаяся в/ч в Среднебелом — 71-я ЗРБр была передислоцирована в г. Белогорск амурской обл.